# Zawi Chemi Shanidar

Zawi Chemi Shanidar est un site archéologique du nord de l'Irak, situé près du site préhistorique de Shanidar, dans les contreforts du Zagros, datant de la période de transition entre l'épipaléolithique tardif (culture de Zarzi) et le début du néolithique précéramique (culture de M'lefaat). Il a été daté par carbone 14 de 13101-12429 calBP, période contemporaine de la couche B1 de la grotte de Shanidar.
Le site a été fouillé en 1956-57 et 1960 par l'équipe américaine dirigée par Ralph Stefan Solecki qui travaillait alors essentiellement sur le site voisin de la grotte de Shanidar. Les publications des résultats de fouilles de Zawi Chemi ont avant tout été effectuées, Rose Solecki, épouse du précédent.
Il s'agit d'un habitat temporaire de plein air, qui a livré un matériel lithique relevant de la culture du Zarzien, comprenant des microlithes de forme triangulaire, de lames étranglées, témoignant d'une phase de transition vers la culture néolithique du M'lefaatien. Le site a également livré du mobilier lourd, à savoir des meules, mortiers, pilons, des polissoirs, et des objets en os (poinçons, pendentifs, manche). La communauté occupant le site ne pratique pas l'agriculture et l'élevage, et chasse des cerfs, des caprins, des rapaces, récolte des grains et des noix. Il a été proposé que la présence plus importante que sur des sites antérieurs d'ovins et de caprins indique un début de processus de domestication, mais cela est douteux, et ce changement indiquerait plutôt une évolution vers une chasse sélective de ces animaux, pavant la voie à la domestication qui ne débute que plus tard.
Une structure de forme circulaire a été mise au jour, comprenant un dépôt de crânes de chèvres sauvages et d'ailes de rapaces. Ce qui pourrait induire l'instauration d'un rituel où les ailes ou les plumes de rapaces sont utilisées comme ornementation d'habits ou de coiffures. Ces ailes de rapaces rappellent à la chercheuse Joan Oates les fresques aviaires de Çatal Höyük.